# Großsteingrab Dargen
Das Großsteingrab Dargen war eine megalithische Grabanlage der jungsteinzeitlichen Trichterbecherkultur bei Dargen auf Usedom im Landkreis Vorpommern-Greifswald (Mecklenburg-Vorpommern). Es war 1833 noch vorhanden und wurde vermutlich im 19. oder frühen 20. Jahrhundert zerstört. Sein genauer Standort ist nicht überliefert. Auch Angaben zu Maßen, Ausrichtung und Typ des Grabes liegen nicht vor.